# Moltschanowo (Tomsk)
Moltschanowo (russisch Молча́ново) ist ein Dorf (selo) in der Oblast Tomsk in Russland mit 5746 Einwohnern (Stand 14. Oktober 2010).

## Geographie
Der Ort liegt etwa 140 km Luftlinie nordwestlich des Oblastverwaltungszentrums Tomsk im südöstlichen Teil des Westsibirischen Tieflands. Er befindet sich unweit des linken Ufers des Ob gut 15 km oberhalb der Einmündung des rechten Nebenflusses Tschulym.
Moltschanowo ist Verwaltungszentrum des Rajons Moltschanowski sowie Sitz der Landgemeinde Moltschanowskoje selskoje posselenije, zu der außerdem die Dörfer Alexejewka (18 km südwestlich), Grischino (10 km südwestlich), Maikowo (9 km nordwestlich), Nischnjaja Fjodorowka (15 km nordnordöstlich) und Sokolowka (10 km südsüdöstlich) gehören.

## Geschichte
Das Dorf ging aus zwei Weilern (chutor) hervor, die 1702 von den Kosaken Moltschanow und Lawrow gegründet und dementsprechend Moltschanowa und Lawrowa genannt wurden. Noch im 18. Jahrhundert wuchsen sie zu einem Dorf zusammen. 1912 wurde es Sitz einer Wolost des Ujesds Tomsk, aus der am 4. September 1929 der vergrößerte Moltschanowski rajon hervorging. Schon am 20. Juni 1930 wurde der Rajon wieder aufgelöst und an den Kriwoscheinski rajon angeschlossen, aber am 27. Februar 1939 wiederhergestellt.

### Bevölkerungsentwicklung
| Jahr | Einwohner |
| ---- | --------- |
| 1897 | 551       |
| 1959 | 4644      |
| 1970 | 4764      |
| 1979 | 5532      |
| 1989 | 6411      |
| 2002 | 6091      |
| 2010 | 5746      |

Anmerkung: Volkszählungsdaten

## Verkehr
Das Dorf liegt an der Regionalstraße 69K-2, die Tomsk mit der knapp 100 km nordwestlich von Moltschanowo gelegenen Stadt Kolpaschewo verbindet. In Tomsk befindet sich auch die nächstgelegene Bahnstation.
Moltschanowo besaß früher einen kleinen Flugplatz, der sich zunächst etwa 4 km nördlich am linken Ufer des Ob befand, dann aber an eine weniger hochwassergefährdete Stelle etwa 3 km nordöstlich verlegt wurde (ICAO-Codes entsprechend UNLO und UNLZ). Er wurde Anfang der 1990er-Jahre aufgegeben.

## Persönlichkeiten
- Katharina Lehmann (* 1984), deutsch-russische Künstlerin